# Varicocel
Varicocelul este o mărire anormală a plexului venos pampiniform din scrot. Acest plex de vene drenează sângele din testicule înapoi la inimă. Vasele au originea în abdomen și trec prin canalul inghinal, ca parte a cordului spermatic, în drum spre testicul. Varicocelele apar la aproximativ 15% - 20% din bărbații.   Incidența varicocelului crește odată cu vârsta.

## Semne și simptome
Varicocelul poate fi observat ca o depresiune moale, de obicei deasupra testiculului și mai ales pe partea stângă a scrotului.  Există, de asemenea, varicocelul lateral și varicocelul pe partea dreaptă. Bărbații cu varicocel pot avea simptome de durere sau greutate în scrot.  Varicocelele mari prezente ca plexuri ale venelor și pot fi descrise ca „pungă de viermi”.   Varicocelul este descoperit uneori când se investighează cauza infertilității masculine .  

## Cauze

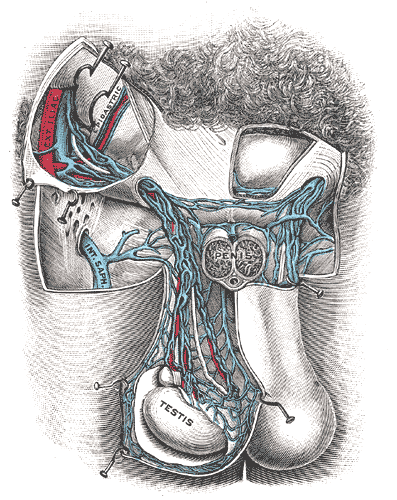
Secțiune transversală care prezintă plexul venos pampiniform

Există trei teorii principale cu privire la cauza anatomică: 
a). prima teorie are legătură cu geometria venelor, în care vena din partea stângă se leagă la vena de ieșire mai mare într-un unghi drept, care tinde să eșueze;  
b). a doua teorie este că supapele care ar trebui să prevină refularea (insuficiență venoasă);  
c). a treia teorie expune faptul că datorită presiunii excesive în arterele din amonte, create de sindromul spărgătorului de nuci. 

## Fiziopatologie
Adesea, cea mai mare preocupare cu privire la varicocel este efectul său asupra fertilității masculine. Relația dintre varicocel și infertilitate este neclară. Unii bărbați cu afecțiune sunt fertili, alții au spermatozoizi care au o formă normală și se mișcă normal, dar sunt compromiși în funcție, iar alții au spermatozoizi cu forme anormale sau care nu se mișcă bine.  Teoriile cu privire la modul în care varicocelul afectează funcția spermatozoizilor includ deteriorarea prin excesul de căldură cauzată de acumularea sângelui și stresul oxidativ asupra spermei.   
Fumatul de tutun și mutațiile din gena care exprimă glutationul S-transferaza Mu 1 pun bărbații în pericol de infertilitate; acești factori pot, de asemenea, să agraveze riscul ca varicocelul să afecteze fertilitatea. 

## Diagnostic
După descoperirea umflăturii cuprinzând o masă, varicocelul poate fi confirmat cu ajutorul unei ecografii scrotale, care va demonstra că dilatarea vaselor plexului pampiniform este mai mare de 2  mm.  

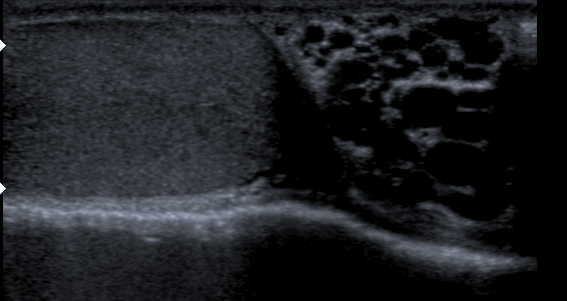
Varicocel în ecografie (stânga: testicul)
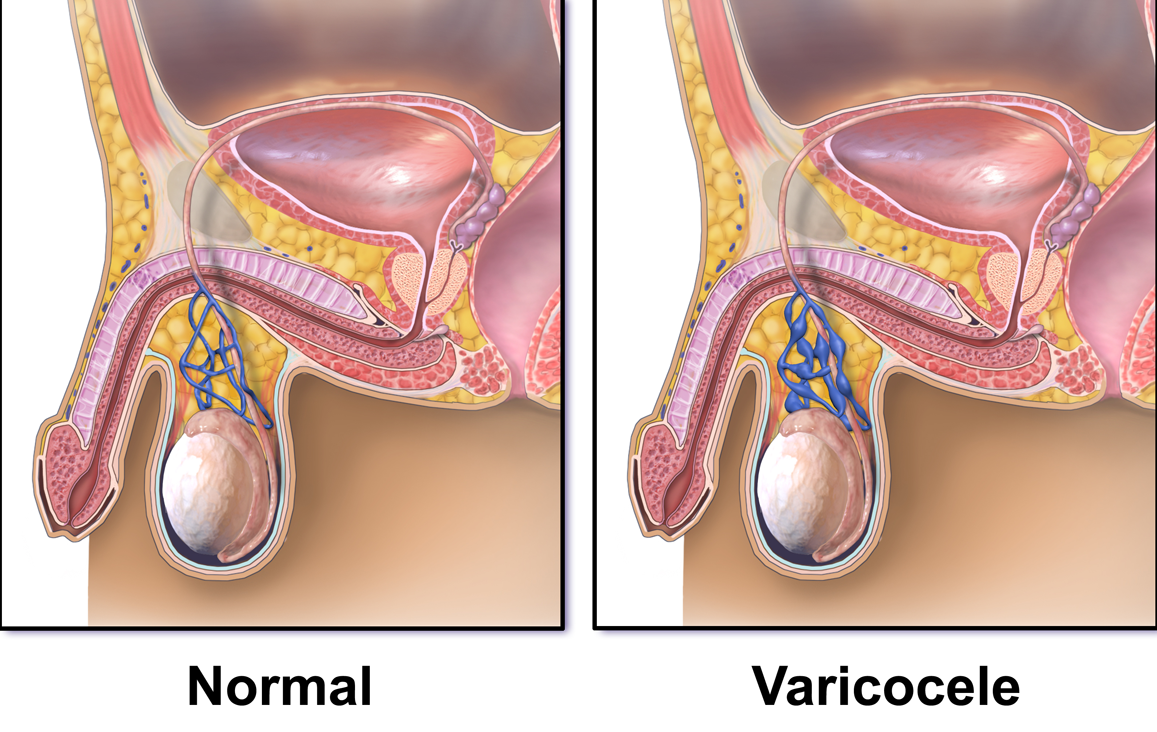
varicocel

## Tratament

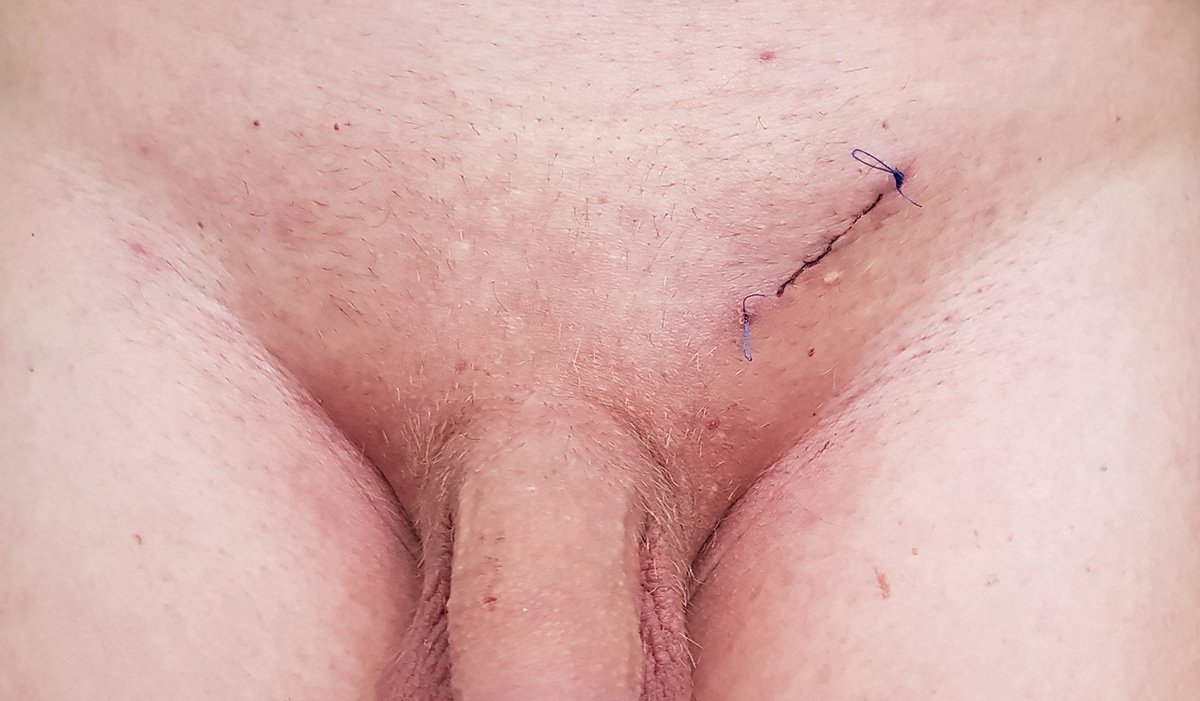
Plagă cusută după operația de varicocel

Cele mai frecvente două abordări chirurgicale sunt retroperitoneale (abdominale folosind chirurgie laparoscopică), infrainguinale / subinghinale (sub inghinal) și inghinale (inghinală folosind embolizare percutanată).  Posibile complicații ale acestei proceduri includ hematom (sângerare în țesuturi), hidrocel (acumularea de lichid în jurul testiculului afectat), infecție sau vătămarea țesutului scrotal sau a structurilor. În plus, poate apărea vătămarea arterei care furnizează sânge testiculului, ducând la pierderea unui testicul.  
Chirurgia varicocelelor sau embolizarea acestora se presupune că îmbunătățește fertilitatea masculină, însă această teorie este controversată, deoarece lipsesc date clinice evidente.  Există dovezi slabe că varicocelectomia poate îmbunătăți fertilitatea la cei cu formațiuni evidente și spermă anormală;  cu toate acestea, acesta are un număr necesar pentru tratarea a 7 varicocelectomii și 17 pentru embolizări.   Există, de asemenea, studii care arată că operația obișnuită nu are efecte semnificative asupra infertilității.  O revizuire Cochrane din 2012 a găsit dovezi slabe, dar neclare despre fertilitate îmbunătățită în rândul bărbaților tratați de varicocel.  Dovada pentru scleroterapie nu era clară în 2015. 

## Epidemiologie
Aproximativ 15% până la 20% dintre toți bărbații adulți, până la 35% până la 40% dintre bărbații care sunt evaluați pentru infertilitate masculină și aproximativ 80% dintre bărbații care sunt infertili din cauza altei cauze, au varicocel.   